# Myxobolus conei
Myxobolus conei is een microscopische parasiet uit de familie Myxobolidae. Myxobolus conei werd in 1994 beschreven door Lom & Dyková. 